# Gran Premio d'Italia 1974
Il Gran Premio d'Italia 1974 è stata la tredicesima prova della stagione 1974 del Campionato mondiale di Formula 1. Si è corsa domenica 8 settembre 1974 sul Circuito di Monza. La gara è stata vinta dallo svedese Ronnie Peterson su Lotus-Ford Cosworth; per il vincitore si trattò del settimo successo in carriera. Ha preceduto sul traguardo il brasiliano Emerson Fittipaldi su McLaren-Ford Cosworth e il sudafricano Jody Scheckter su Tyrrell-Ford Cosworth.
Quello di Peterson fu il centesimo podio della Lotus nel mondiale di Formula 1.

## Vigilia

### Aspetti tecnici
La British Racing Motors portò per tutti i suoi piloti il modello P201.
Vennero modificati i cordoli della prima delle chicane, introdotta nel 1972. Venne inoltre ridisegnata la variante Ascari, in modo da permettere un aumento della velocità, nel punto, da 140 a 180 km/h. Queste modifiche vennero fortemente criticate dai piloti.
La Goodyear portò pneumatici di nuova mescola.

### Aspetti sportivi
Alla Surtees il pilota francese José Dolhem prese il posto del connazionale Jean-Pierre Jabouille. Dolhem aveva tentato, senza fortuna, di qualificarsi nel Gran Premio di Francia, sempre al volante di una Surtees. Non venne confermata la terza Surtees per Dieter Quester. La British Racing Motors portò nuovamente in gara tre vetture, con il rientro di François Migault e di Henri Pescarolo. Rientrò nel campionato anche Chris Amon con la sua scuderia omonima.
La Scuderia Finotto iscrisse due Brabham, per due esordienti: l'italiano Carlo Facetti e il francese Jean-Louis Lafosse, anche se l'ingaggio di quest'ultimo venne in seguito abbandonato. Non si presentò più la Token, e non ebbe seguito l'iscrizione del team privato Chequered Flag, che avrebbe dovuto impiegare Ian Ashley, pilota in uscita proprio della Token. Tim Schenken impiegò il numero 29, in luogo del 23 utilizzato nelle gare precedenti. Il 23 passò a Leo Kinnunen, che lo utilizzò al posto del 43, sfoggiato nelle due gare precedenti.

## Qualifiche

### Resoconto
Carlos Reutemann fu il più rapido del venerdì. L'argentino della Brabham precedette il duo della Scuderia Ferrari Niki Lauda e Clay Regazzoni, staccati di pochi centesimi. Dietro si classificò l'altro pilota della Brabham Carlos Pace, che batté di 9 centesimi il suo connazionale Emerson Fittipaldi. L'utilizzo di un nuovo tipo di pneumatici comportò per la scuderia italiana alcuni problemi tecnici, risolti modificando le sospensioni, e usando le gomme per più giri, al fine di ottenere un miglior rodaggio. 
Hans-Joachim Stuck fu protagonista di un incidente alla prima di Lesmo, quando la sua March subì la rottura del retrotreno, partendo in testacoda, e finendo contro i guardrail. Il pilota tedesco venne portato al centro medico del circuito.
Niki Lauda strappò la pole position, al sabato, a Reutemann; per l'austriaco fu la sesta pole position consecutiva, nuovo record nella storia del mondiale di Formula 1. Questa fu anche la nona partenza al palo in stagione, che permise a Lauda di uguagliare anche il numero record di pole position in una singola stagione, ottenuto da Ronnie Peterson, nel 1973.
Nello spazio di appena 8 decimi chiusero sei vetture. Dopo Lauda si posero ben tre Brabham: quelle ufficiali di Reutemann e Pace, e quella della scuderia John Goldie Racing di John Watson. Watson subì anche un grosso incidente, che distrusse la sua vettura alla seconda di Lesmo.
Clay Regazzoni chiuse col quinto tempo: il ticinese, nella sessione pomeridiana fu autore di un incidente, al curvone. Uno pneumatico subì un dechappamento, la porzione di gomma danneggiò la sospensione, il pilota perse il controllo della monoposto, che s'imbarco e sfiorò la collisione contro le barriere. Alla Ferrari occorse molto tempo per sistemare la monoposto, poi Regazzoni non riuscì più a cogliere tempi significativi, in quanto la pista si presentava sporca d'olio, in molti punti, dopo la rottura del motore sulla Lola di Graham Hill. Un altro incidente coinvolse David Hobbs della McLaren.

### Risultati
Nella sessione di qualifica si è avuta questa situazione:
| Pos | Nº | Pilota               | Costruttore                | Tempo    | Griglia |
| --- | -- | -------------------- | -------------------------- | -------- | ------- |
| 1   | 12 | Niki Lauda           | Ferrari                    | 1'33"160 | 1       |
| 2   | 7  | Carlos Reutemann     | Brabham-Ford Cosworth      | 1'33"270 | 2       |
| 3   | 8  | Carlos Pace          | Brabham-Ford Cosworth      | 1'33"530 | 3       |
| 4   | 28 | John Watson          | Brabham-Ford Cosworth      | 1'33"630 | 4       |
| 5   | 11 | Clay Regazzoni       | Ferrari                    | 1'33"730 | 5       |
| 6   | 5  | Emerson Fittipaldi   | McLaren-Ford Cosworth      | 1'33"950 | 6       |
| 7   | 1  | Ronnie Peterson      | Lotus-Ford Cosworth        | 1'34"240 | 7       |
| 8   | 24 | James Hunt           | Hesketh-Ford Cosworth      | 1'34"340 | 8       |
| 9   | 17 | Jean-Pierre Jarier   | Shadow-Ford Cosworth       | 1'34"560 | 9       |
| 10  | 4  | Patrick Depailler    | Tyrrell-Ford Cosworth      | 1'34"561 | 10      |
| 11  | 14 | Jean-Pierre Beltoise | BRM                        | 1'34"620 | 11      |
| 12  | 3  | Jody Scheckter       | Tyrrell-Ford Cosworth      | 1'34"700 | 12      |
| 13  | 10 | Vittorio Brambilla   | March-Ford Cosworth        | 1'34"760 | 13      |
| 14  | 27 | Rolf Stommelen       | Lola-Ford Cosworth         | 1'34"840 | 14      |
| 15  | 20 | Arturo Merzario      | Iso Marlboro-Ford Cosworth | 1'35"020 | 15      |
| 16  | 2  | Jacky Ickx           | Lotus-Ford Cosworth        | 1'35"190 | 16      |
| 17  | 21 | Jacques Laffite      | Iso Marlboro-Ford Cosworth | 1'35"220 | 17      |
| 18  | 9  | Hans-Joachim Stuck   | March-Ford Cosworth        | 1'35"230 | 18      |
| 19  | 6  | Denny Hulme          | McLaren-Ford Cosworth      | 1'35"630 | 19      |
| 20  | 29 | Tim Schenken         | Trojan-Ford Cosworth       | 1'35"720 | 20      |
| 21  | 26 | Graham Hill          | Lola-Ford Cosworth         | 1'35"820 | 21      |
| 22  | 16 | Tom Pryce            | Shadow-Ford Cosworth       | 1'36"270 | 22      |
| 23  | 33 | David Hobbs          | McLaren-Ford Cosworth      | 1'36"310 | 23      |
| 24  | 37 | François Migault     | BRM                        | 1'36"360 | 24      |
| 25  | 15 | Henri Pescarolo      | BRM                        | 1'36"640 | 25      |
| NQ  | 19 | José Dolhem          | Surtees-Ford Cosworth      | 1'36"840 | NQ      |
| NQ  | 31 | Carlo Facetti        | Brabham-Ford Cosworth      | 1'37"300 | NQ      |
| NQ  | 18 | Derek Bell           | Surtees-Ford Cosworth      | 1'37"320 | NQ      |
| NQ  | 25 | Mike Wilds           | Ensign-Ford Cosworth       | 1'37"380 | NQ      |
| NQ  | 22 | Chris Amon           | Amon-Ford Cosworth         | 1'38"210 | NQ      |
| NQ  | 23 | Leo Kinnunen         | Surtees-Ford Cosworth      | 1'40"320 | NQ      |

## Gara

### Resoconto

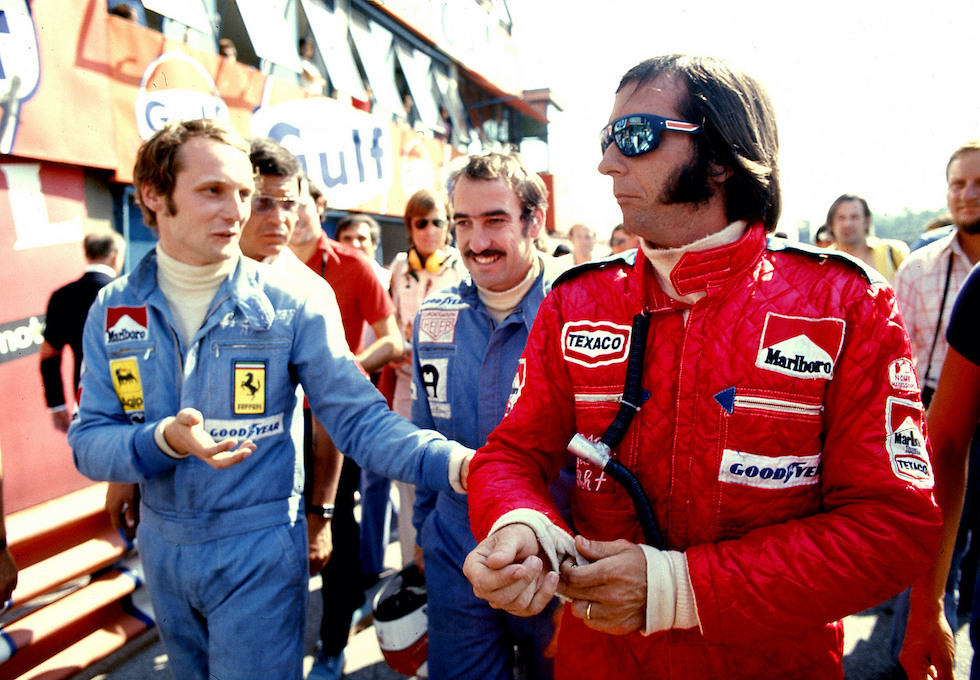
Da sinistra: il poleman dell'edizione, il ferrarista Niki Lauda, nella pit lane di Monza con l'allora leader della classifica, il compagno di squadra Clay Regazzoni, e l'altro sfidante al titolo, Emerson Fittipaldi della McLaren.

Dopo le prove libere del mattino la Goodyear decise di ritirare tutte le gomme provate nelle qualifiche del sabato e nelle prove della domenica, a causa dei problemi tecnici lamentati da Emerson Fittipaldi e Carlos Reutemann alla domenica, dopo i guai accorsi a Clay Regazzoni al sabato. Gli pneumatici, a causa del surriscaldamento, si scollavano dal battistrada, questo poi si sfogliava, infine spezzandosi. La casa statunitense propose di utilizzare gomme già rodate, utilizzate nel Gran Premio d'Austria, impegnandosi a fornire due treni di gomme per ogni vettura. Le scuderie rifornite dalla Goodyear (tra cui Scuderia Ferrari, McLaren e Tyrrell) chiesero un quarto d'ora di prove supplementari per provare le nuove gomme. Questa proposta venne respinta da alcuni team riforniti dalla Firestone, come la Iso-Williams. Intervenne il campione del mondo Jackie Stewart, che propose che alle scuderie servite dalla Goodyear venissero concessi un giro di lancio, due per scaldare le gomme, e uno veloce, per testarne l'efficienza. Si raggiunse un compromesso che prevedeva due giri di formazione, anziché uno solo, prima della partenza.
Niki Lauda prese un buon avvio, forse anticipando la partenza, e si confermò al comando della gara. Alle sue spalle si pose Carlos Reutemann, che precedeva altre due Brabham, quelle di Carlos Pace e John Watson; seguivano poi Clay Regazzoni, Ronnie Peterson ed Emerson Fittipaldi.
Tra il secondo e il terzo giro Regazzoni passò sia Watson che Pace, installandosi al terzo posto. Watson, alla guida di una Brabham privata, cedette la posizione, in seguito, anche a Peterson e Fittipaldi. La rimonta del ticinese della Scuderia Ferrari proseguì quando, al quinto giro, Regazzoni passò anche Reutemann, posizionando così due vetture di Maranello nei primi due posti. Nel frattempo Watson veniva superato anche da Vittorio Brambilla.
Tra il settimo e il nono giro, Pace venne passato da ben tre vetture: Peterson, Fittipaldi e Brambilla. Al decimo passaggio John Watson commise un errore alla chicane, uscì di pista, e poté proseguire, anche se l'errore lo fece sprofondare lontano dalla zona dei punti. Due giri dopo terminò la gara di Reutemann, per un problema al cambio.
Niki Lauda, al giro 15, conduceva, con un secondo di vantaggio, sul compagno di scuderia Clay Regazzoni. Al terzo posto c'era Ronnie Peterson, staccato di dieci secondi, che precedeva Emerson Fittipaldi, Vittorio Brambilla e Jody Scheckter. Il monzese, dopo un errore alla chicane, al giro 17, fu costretto all'abbandono, a causa dei danni arrecati alla sua March. Entrava nella zona dei punti Patrick Depailler che, pochi giri prima, aveva superato Pace. Il brasiliano si fermò, al ventiduesimo giro, ai box, per la sostituzione dello pneumatico posteriore sinistro. Ripartì dodicesimo.
Al ventiquattresimo passaggio Depailler, che scontava dei problemi alla gomma posteriore destra, uscì alla chicane: fu in grado di governare la sua Tyrrell, riprendendo la pista, distanziato ormai dalla zona dei punti. Ciò permise ad Arturo Merzario di entrare tra i primi sei.
Lauda cedette la prima posizione a Regazzoni, al trentesimo giro. L'austriaco aveva rotto il sistema di raffreddamento, e stava spargendo olio e altri liquidi sulla pista, tanto da ritirarsi poco dopo. I commissari dovettero anche bagnare la pista presso la Variante Ascari, per pulirla dai liquidi persi dalla vettura di Niki Lauda.
Al giro 41 anche l'altra Ferrari, quella di Regazzoni, fu costretta a cedere il comando, per una perdita d'olio. Il ticinese rientrò ai box, e dopo una rapida sistemazione, rientrò in gara, quarto. Ora, al comando, si trovava Ronnie Peterson, davanti a Emerson Fittipaldi e Jody Scheckter. In realtà la gara di Regazzoni terminò presto, quando, già al giro 42, fu costretto a posteggiare la sua vettura a bordo pista. È la prima volta nella storia che le due Ferrari si ritirano nel Gran Premio d'Italia.
Nei giri finali Fittipaldi si avvicinò a Peterson, cercando di attaccarlo, prendendo la scia sui lunghi rettilinei. Al giro 48 Pace prese la quinta posizione a Denny Hulme. Fittipaldi tentò, fino all'ultimo passaggio, di trovare lo spazio per sorpassare Peterson, ma senza successo.
Ronnie Peterson conquistò la settima vittoria titolata, la seconda consecutiva a Monza; per la Lotus si trattò del centesimo podio in una gara valida per il mondiale di Formula 1. Il team britannico era il secondo costruttore a giungere a questo traguardo, dopo la Scuderia Ferrari.
Emerson Fittipaldi e Jody Scheckter completarono il podio, mentre Arturo Merzario fu quarto, nel suo ultimo arrivo nella zona dei punti. Era anche il miglior risultato per la Frank Williams Racing Cars dal Gran Premio di Gran Bretagna 1971, quando era giunta quarta con Henri Pescarolo, al volante di una March.

### Risultati
I risultati del gran premio sono i seguenti:
| Pos | No | Pilota               | Costruttore                | Giri | Tempo/Ritiro     | Pos. Griglia | Punti |
| --- | -- | -------------------- | -------------------------- | ---- | ---------------- | ------------ | ----- |
| 1   | 1  | Ronnie Peterson      | Lotus-Ford Cosworth        | 52   | 1h22'56"6        | 7            | 9     |
| 2   | 5  | Emerson Fittipaldi   | McLaren-Ford Cosworth      | 52   | + 0"8            | 6            | 6     |
| 3   | 3  | Jody Scheckter       | Tyrrell-Ford Cosworth      | 52   | + 24"7           | 12           | 4     |
| 4   | 20 | Arturo Merzario      | Iso Marlboro-Ford Cosworth | 52   | + 1'27"7         | 15           | 3     |
| 5   | 8  | Carlos Pace          | Brabham-Ford Cosworth      | 51   | + 1 giro         | 3            | 2     |
| 6   | 6  | Denny Hulme          | McLaren-Ford Cosworth      | 51   | + 1 giro         | 19           | 1     |
| 7   | 28 | John Watson          | Brabham-Ford Cosworth      | 51   | + 1 giro         | 4            |       |
| 8   | 26 | Graham Hill          | Lola-Ford Cosworth         | 51   | + 1 giro         | 21           |       |
| 9   | 33 | David Hobbs          | McLaren-Ford Cosworth      | 51   | + 1 giro         | 23           |       |
| 10  | 16 | Tom Pryce            | Shadow-Ford Cosworth       | 50   | + 2 giri         | 22           |       |
| 11  | 4  | Patrick Depailler    | Tyrrell-Ford Cosworth      | 50   | + 2 giri         | 10           |       |
| Rit | 11 | Clay Regazzoni       | Ferrari                    | 40   | Motore           | 5            |       |
| Rit | 12 | Niki Lauda           | Ferrari                    | 32   | Motore           | 1            |       |
| Rit | 2  | Jacky Ickx           | Lotus-Ford Cosworth        | 30   | Acceleratore     | 16           |       |
| Rit | 27 | Rolf Stommelen       | Lola-Ford Cosworth         | 25   | Sospensione      | 14           |       |
| Rit | 21 | Jacques Laffite      | Iso Marlboro-Ford Cosworth | 22   | Motore           | 17           |       |
| Rit | 17 | Jean-Pierre Jarier   | Shadow-Ford Cosworth       | 19   | Motore           | 9            |       |
| Rit | 10 | Vittorio Brambilla   | March-Ford Cosworth        | 16   | Incidente        | 13           |       |
| Rit | 29 | Tim Schenken         | Trojan-Ford Cosworth       | 15   | Cambio           | 20           |       |
| Rit | 7  | Carlos Reutemann     | Brabham-Ford Cosworth      | 12   | Cambio           | 2            |       |
| Rit | 9  | Hans-Joachim Stuck   | March-Ford Cosworth        | 11   | Telaio           | 18           |       |
| Rit | 15 | Henri Pescarolo      | BRM                        | 3    | Motore           | 25           |       |
| Rit | 24 | James Hunt           | Hesketh-Ford Cosworth      | 2    | Motore           | 8            |       |
| Rit | 37 | François Migault     | BRM                        | 1    | Cambio           | 24           |       |
| Rit | 14 | Jean-Pierre Beltoise | BRM                        | 0    | Probl. Elettrici | 11           |       |
| NQ  | 19 | José Dolhem          | Surtees-Ford Cosworth      |      |                  |              |       |
| NQ  | 31 | Carlo Facetti        | Brabham-Ford Cosworth      |      |                  |              |       |
| NQ  | 18 | Derek Bell           | Surtees-Ford Cosworth      |      |                  |              |       |
| NQ  | 25 | Mike Wilds           | Ensign-Ford Cosworth       |      |                  |              |       |
| NQ  | 22 | Chris Amon           | Amon-Ford Cosworth         |      |                  |              |       |
| NQ  | 23 | Leo Kinnunen         | Surtees-Ford Cosworth      |      |                  |              |       |
| NA  | 32 | Jean-Louis Lafosse   | Brabham-Ford Cosworth      |      |                  |              |       |
| NA  | 35 | Ian Ashley           | Brabham-Ford Cosworth      |      |                  |              |       |

## Statistiche
Piloti
- 7ª vittoria per Ronnie Peterson
- 1º e unico Gran Premio per Carlo Facetti
- Ultimo Gran Premio per David Hobbs, Leo Kinnunen

Costruttori
- 57° vittoria per la Lotus
- 70ª pole position per la Ferrari
- 40° podio per la Tyrrell
- 100° podio per la Lotus
- Ultimo Gran Premio per la Trojan

Motori
- 76ª vittoria per il motore Ford Cosworth
- 70ª pole position per il motore Ferrari

Giri al comando
- Niki Lauda (1-29)
- Clay Regazzoni (30-40)
- Ronnie Peterson (41-52)

## Classifiche

### Piloti
| Pos. | Pilota               | Punti |
| ---- | -------------------- | ----- |
| 1    | Clay Regazzoni       | 46    |
| 2    | Jody Scheckter       | 45    |
| 3    | Emerson Fittipaldi   | 43    |
| 4    | Niki Lauda           | 38    |
| 5    | Ronnie Peterson      | 31    |
| 6    | Carlos Reutemann     | 23    |
| 7    | Denny Hulme          | 19    |
| 8    | Jacky Ickx           | 12    |
| 9    | Mike Hailwood        | 12    |
| 10   | Patrick Depailler    | 11    |
| 11   | Jean-Pierre Beltoise | 10    |
| 12   | James Hunt           | 8     |
| 13   | Jean-Pierre Jarier   | 6     |
| 14   | Hans-Joachim Stuck   | 5     |
| 15   | Carlos Pace          | 5     |
| 16   | John Watson          | 4     |
| 17   | Arturo Merzario      | 4     |
| 18   | Graham Hill          | 1     |
| 19   | Tom Pryce            | 1     |
| 20   | Vittorio Brambilla   | 1     |

### Costruttori
| Pos. | Team                       | Punti |
| ---- | -------------------------- | ----- |
| 1    | McLaren-Ford Cosworth      | 61    |
| 2    | Ferrari                    | 59    |
| 3    | Tyrrell-Ford Cosworth      | 49    |
| 4    | Lotus-Ford Cosworth        | 38    |
| 5    | Brabham-Ford Cosworth      | 26    |
| 6    | BRM                        | 10    |
| 7    | Hesketh-Ford Cosworth      | 8     |
| 8    | Shadow-Ford Cosworth       | 7     |
| 9    | March-Ford Cosworth        | 6     |
| 10   | Iso Marlboro-Ford Cosworth | 4     |
| 11   | Surtees-Ford Cosworth      | 3     |
| 12   | Lola-Ford Cosworth         | 1     |